# Millet (Empire ottoman)
Pour les articles homonymes, voir Millet.
Dans l'Empire ottoman le terme millet désigne une communauté religieuse et/ou ethnique légalement reconnue (dhimmis). Il concerne en particulier les monothéistes (gens du Livre).
Il vient du mot arabe milla ou mellah (féminin singulier) et millet (au pluriel), qui signifient « communauté confessionnelle » (également parfois nommée taïfa : طائفة). En turc moderne, millet signifie « nation ».

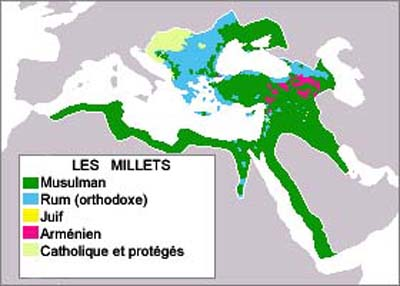
Les « millets » de l'Empire ottoman et de ses vassaux à son apogée (XVIe siècle).

## Principes
Le « millet », mis en œuvre par le pouvoir ottoman pour contrôler les populations qui y vivaient, prenait en compte leurs religions organisées dont il nommait ou confirmait les hiérarques. La langue pouvait jouer un rôle, mais c'est d'abord la religion qui définissait le « millet ».
Tous les adeptes de l'islam sunnite relevaient du sultan ottoman, « Calife et commandeur des croyants », et formaient un seul « millet », qu'ils fussent d'origine turque, turkmène (yörüks), tatare, kurde, arabe, laze, géorgienne (adjars, kistes, meskhètes), arménienne, juive, grecque, albanaise, serbo-croate, bosniaque, gorane, bulgare (pomaques) ou valaque (moglénites). Dans cet empire, la politique à l'égard des autres « millets » a varié au gré des circonstances, passant de la plus grande tolérance et intégration (les aristocrates byzantins de Constantinople furent ministres, chefs de la flotte, voïvodes dans les principautés chrétiennes vassales) aux plus terribles massacres (les plus connus sont ceux des Arméniens).

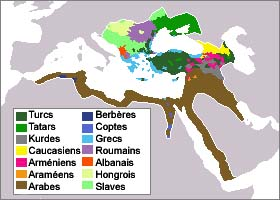
Les langues de l'Empire ottoman et de ses vassaux à son apogée (XVIe siècle).

L'Empire ottoman vivait selon la loi islamique mais dans une interprétation le plus souvent modérée : celle du hanafisme, la plus ancienne des quatre écoles sunnites (« madhhab ») de droit religieux et de jurisprudence (« fiqh »). Les non-musulmans sunnites y avaient le statut de dhimmis (« zimmi » en turc). Les conversions forcées furent plutôt rares.
La grande majorité des conversions s'est faite chez les chrétiens pauvres pour ne plus payer le haraç (double imposition sur les non-musulmans) et ne plus subir la παιδομάζωμα / pédomazoma (enlèvement des enfants) pour les yeni-çeri (janissaires). En effet, les millets n'étaient pas égaux en droit : les non-musulmans avaient un statut subalterne, leurs lieux de culte étaient limités en dimensions, l'usage des cloches était interdit (ils martelaient donc des simandres), ils payaient une double-capitation, subissaient le devchirmé : l'enlèvement des enfants pour en faire des janissaires, devaient des jours de corvée dans les timars, fournissaient les vivres nécessaires aux troupes ottomanes et leur témoignage en justice ne valait pas celui d'un musulman.
Devenus ma'mīnīm (convertis), ils n'en étaient, pour la plupart, que plus fidèles sujets de la Sublime Porte, afin de bénéficier de la confiance due aux croyants musulmans. C'est pourquoi les Turcs actuels sont, en majorité, de type caucasien, contrairement aux peuples turcs d'Asie centrale. Et c'est pourquoi au XIXe siècle, beaucoup de membres des millets minoritaires menaient, surtout en ville, une vie aisée, car seuls les gens aisés pouvaient aisément payer le haraç (le leur, et celui de leur clientèle : les pauvres de leur millet).
L'Empire ottoman considérait les millets comme des « nations », même si le parallèle doit être fait avec précaution. L'identification fut partagée par les populations concernées à mesure que l'identité nationale progressait au XIXe siècle. Auparavant, les populations orthodoxes des Balkans par exemple ont eu, pendant des siècles, comme principale référence identitaire leur Église, tandis que leur langue liturgique (Словѣньскъ ѩзыкъ : slavon, Ακολουθική ελληνική : grec d'église) ou commune (Српски : serbe, български : bulgare, Shqip : albanais, Μεσαιωνική κοινὴ : grec, Pυмђνєαскъ : roumain…) n'était qu'une composante secondaire, qui n'est devenue fondatrice de leurs nations qu'au XIXe siècle, lorsque l'Empire sortit du féodalisme pour adopter un système administratif moderne. Paradoxalement, le système des millets traduisait une certaine tolérance culturelle et religieuse, tandis que l'émergence des nations fondées sur les langues a parfois mené à une intolérance entre les différents peuples, intolérance dont la manifestation la plus extrême est le nettoyage ethnique.
Concernant l'Église orthodoxe, tous ses croyants sujets du Sultan formaient le millet des Rums (ex-sujets de l'Empire romain d'orient) quelles que fussent leurs langues, qu'ils aient relevé du Patriarcat de Constantinople (grosso modo les Grecs), du Patriarcat serbe de Peć (dont l'autorité s'étendait depuis le XIIe siècle en Bosnie et aussi hors de l'Empire, sur le Banat et la Transylvanie) ou des Métropoles roumaines de Valachie et Moldavie (elles aussi situées hors de l'Empire, mais dont l'autorité s'étendait à l'intérieur de celui-ci sur l'exarchat du Proïlavon soit l'eyalet ottoman d'Özi formé de la Dobrogée et du Bucak). Concernant l'Église catholique, l'Empire ottoman en toléra la hiérarchie en Hongrie après sa conquête (1526), tout en favorisant la diffusion du protestantisme, adversaire de la Papauté et de l'Autriche catholique (dans le contexte des assauts contre Vienne),.
Le sultan admit aussi que des souverains chrétiens (Britanniques, Français, Allemands, Autrichiens, Italiens, Russes, Hospodars de Valachie et Moldavie), puissent être, par des traités appelés capitulations (parce qu'ils étaient divisés en chapitres), les protectrices attitrées de certaines Églises sur son sol (notamment celles faisant allégeance au pape : chaldéens, maronites, syriaques, uniates). Cette protection pouvait s'étendre à des familles (par exemple des Arméniens catholiques tels la famille Balladur, sous protection française). Inversement, le Sultan était, dans les états chrétiens qui lui payaient tribut (Moldavie, Valachie et, après 1817, Serbie), le protecteur des sujets ottomans de confession musulmane ou juive, qui n'étaient pas soumis aux lois de ces états.

## Traduction concrète du concept
Le terme ottoman millet fait spécifiquement référence à un ensemble institutionnel autonome. Cet ensemble formait une communauté reconnue comme telle et dotée :
- d'un dirigeant, interlocuteur unique (sultan ayant rang de calife pour les musulmans sunnites, imam suprême pour les alévis, Hakham Bashi pour les Juifs, patriarche pour les chrétiens orthodoxes, catholicos pour les Arméniens, évêques pour les Églises rattachées à Rome) ;
- de tribunaux séparés en matière de statut personnel, dans les limites desquels les minorités religieuses disposaient d'une certaine autonomie avec peu d'interférences de la part des autorités ottomanes ;
- de droits et de taxations différentielles.

Les millets avaient une autonomie assez étendue, ils élaboraient leurs propres lois (principalement en matière de statut personnel), collectaient et géraient des taxes distinctes, le tout en contrepartie d'une loyauté envers l'Empire ottoman. Quand un membre d'un millet commettait un crime à l'encontre d'un membre d'un autre, la loi de la personne lésée était d'application, toute dispute impliquant un musulman tombait sous le coup de la charia.
Des non-musulmans ont exercé de hautes responsabilités au sein de l'Empire ottoman, l'existence des millets n'équivalait pas nécessairement à une exclusion des sphères du pouvoir séculier.
Au XIXe siècle, des assemblées laïques furent mises en place aux côtés de la hiérarchie religieuse au sein des différents millets, les Arméniens apostoliques se dotèrent par exemple en 1863 d'une constitution, directement inspirée de la française, et dont le principal rédacteur participa également à l'élaboration de la constitution ottomane de 1876 et de celle de 1895.

## Étendue du concept
Le système des Millet dérive du droit islamique, avec les notions de Dar-al-Islam (« maison de la soumission à Dieu » ou monde islamique : les musulmans), Dar-al-Ahd (maison de la trêve ou monde des soumis ou Dhimmis, des vassaux et des alliés, avec lesquels les musulmans sont en paix) et Dar-al-Harb (« maison de la guerre » ou monde ennemi avec lequel les musulmans sont en conflit). Les Millets non-musulmans s'intègrent dans le Dar-al-Ahd en tant que Dhimmis. Le premier millet : Rum milleti, reconnu dès la prise de Constantinople (1453), correspondait à l'Église orthodoxe. Le second à être reconnu, au moment de la prise de Trébizonde (1461), fut le millet arménien (millet-i sadika, « millet fidèle », avec juridiction sur tous les chrétiens d'Orient (assyriens, coptes, syriaques, catholiques et même bogomiles). Le troisième fut le millet juif, dès la fin du XVe siècle (mais sans charte officielle avant 1839).
Au XIXe siècle et au début du XXe siècle, d'autres millets furent créés pour les Églises chrétiennes d'Orient, pour les uniates (un millet catholique unique reconnu par le Traité d’Andrinople de 1829, confirmé par un firman de 1830), pour les protestants (arméniens, assyriens ou arabes), mais aussi pour deux communautés juives hétérodoxes :
- les karaïms, reconnus comme millet distinct par le sultan Abdul-Hamid en 1900, puis en Égypte en mars 1901 ;
- les samaritains, reconnus à la fin du XIXe siècle en Palestine.

Ces communautés ont continué à être reconnues par les États successeurs de l'Empire ottoman, à l'exception de la Turquie qui, par les réformes de Mustafa Kemal Atatürk, a choisi un système juridique alternatif, antinomique du millet : la laïcité selon laquelle les citoyens sont reconnus non en communauté mais comme individus égaux devant la loi civile séculière.
L'Église orthodoxe roumaine se constitua en Église autocéphale en 1864 et obtint le statut de millet à part entière pour les Roumains de Dobrogée, encore sujets ottomans. Son exemple fut suivi par l'Église orthodoxe bulgare qui obtint le statut de millet à part entière (avec juridiction sur les Bulgares orthodoxes de tout l'empire) en 1870, ce que le patriarcat œcuménique de Constantinople reconnut en 1878.

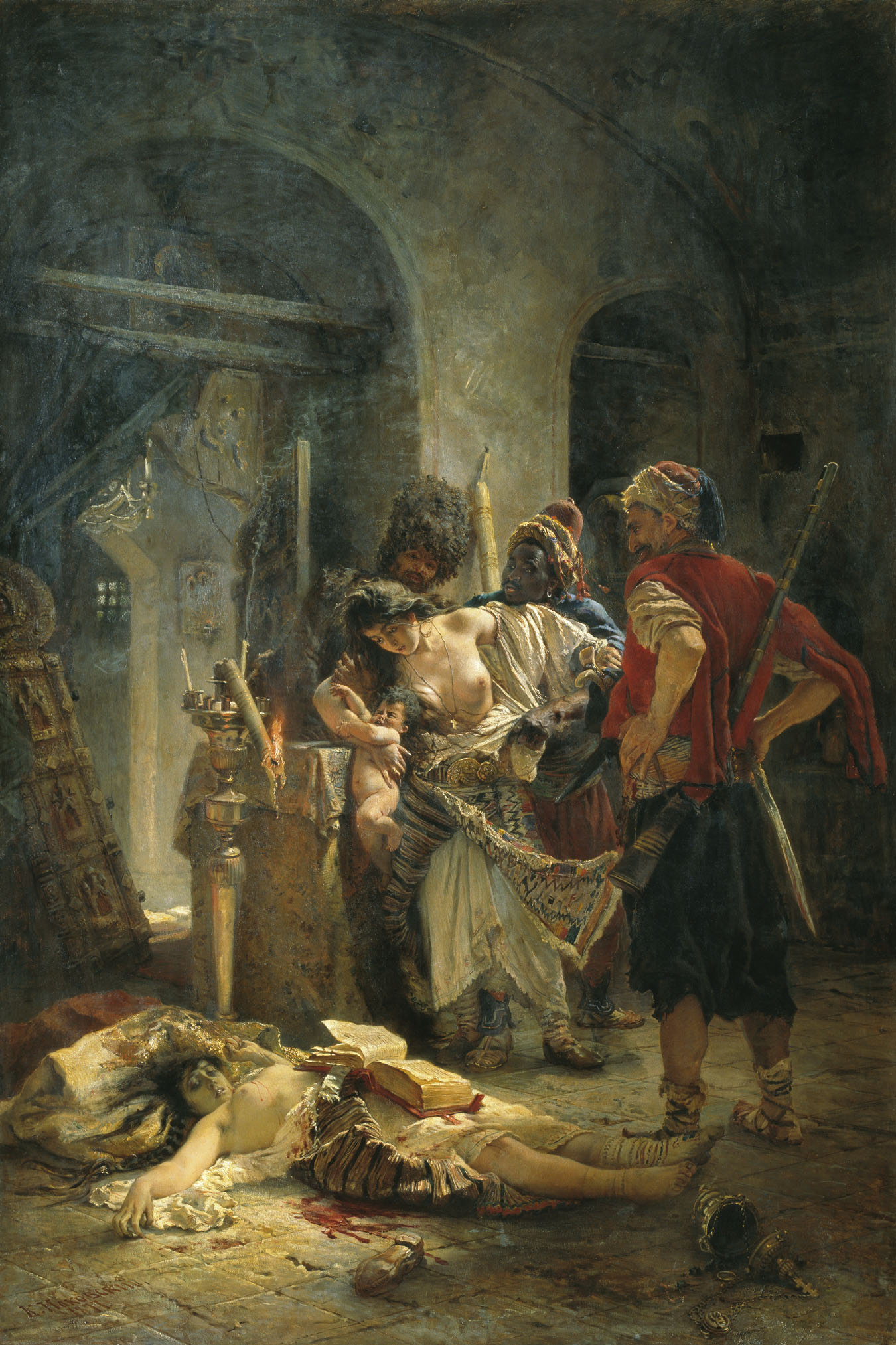
Selon la charia, les millets n'étaient pas égaux en droit : les non-musulmans sunnites avaient un statut subalterne et ne pouvaient pas porter plainte contre des musulmans s'ils subissaient des violences de leur part.

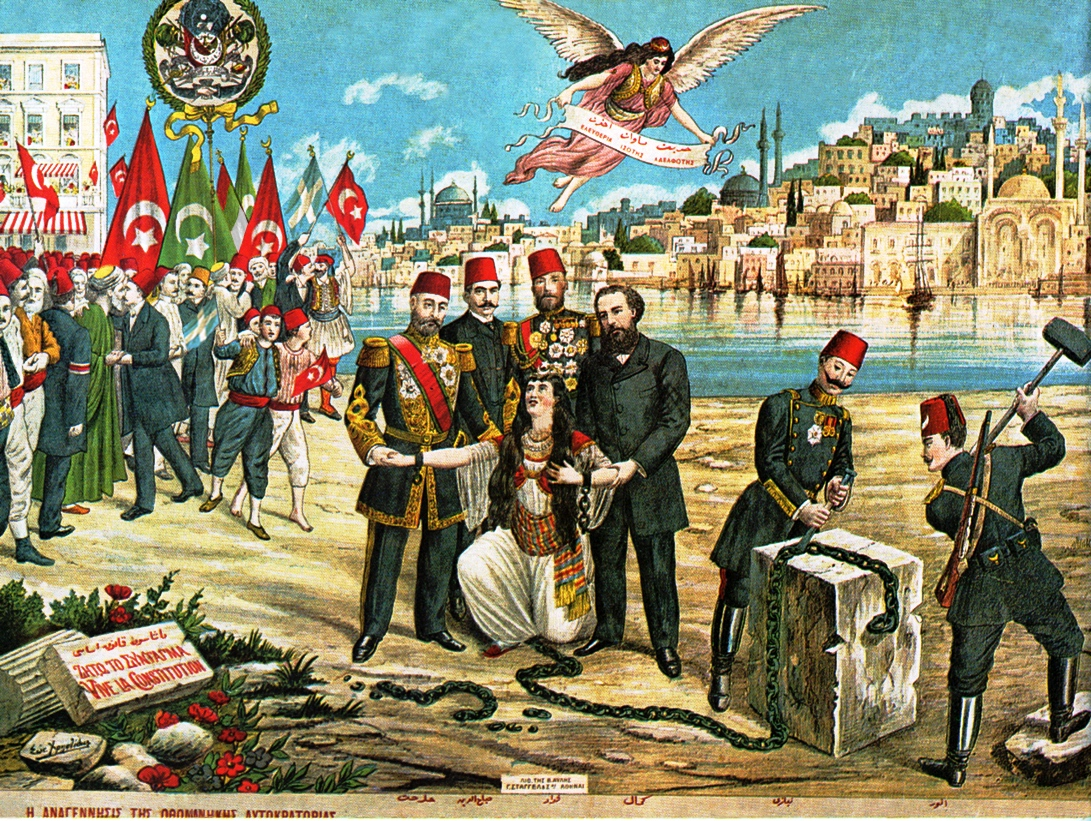
Didar-ı Hürriyet kurtarılıyor (la Liberté sauvée) : lithographie célébrant la révolution jeune-turque et représentant les sources d'inspiration du mouvement, Midhat Pacha, le prince Sabahaddin, Fuad Pacha et Namık Kemal, les chefs militaires Niyazi Bey et Enver Pacha, ainsi que le slogan « Liberté, égalité, fraternité » (hürriyet, müsavat, uhuvvet en turc, ελευθερία, ισότης, αδελφότης en grec).

Des tentatives de mise sur pied d'Églises distinctes, et donc de millets potentiels, par les Albanais, les Slavo-Macédoniens ou les Aroumains échouèrent devant l'opposition cumulée de la hiérarchie orthodoxe grecque et des nationalistes grecs, qui voulaient reconstituer l'Empire byzantin avec Constantinople pour capitale : un projet connu sous le nom de Μεγάλη Ιδέα (Megali Idea, « Grande Idée ») qui s'acheva par la Megali Katastrofi (« Grande Catastrophe ») : l'épuration ethnique de deux ou trois millions de Pontiques et de Micrasiates, y compris de nombreux membres du Rum milleti non-grecs (Lazes, Géorgiens, Arabes, Turcs orthodoxes), massacrés ou expulsés en 1922-24.
En 1914, il y avait une quinzaine de millets dans l'Empire ottoman : Grecs-orthodoxes (1453), Arméniens grégoriens (1461), Arméniens catholiques (1831), Bulgares orthodoxes (1870), catholiques latins, Chaldéens catholiques (1844 ou 1861), Juifs, karaïm (1900), maronites, melkites catholiques (1834), Nestoriens, protestants arméniens (1850), protestants arabes, Syriens catholiques, Syriens jacobites (1882) et Samaritains.
Il n'y avait par contre pas de millet correspondant aux minorités religieuses dérivées de l'islam (chiites, ismaïliens, alaouites, baha'is, Druzes, yézidis) même si les Druzes ont bénéficié, au mont Liban et au Djebel Druze, d'une autonomie de type féodal non assimilable au système du millet. L'ensemble des musulmans était considéré comme un millet unique sous la direction du sultan ottoman, calife des musulmans.
Lors de la mise en place de la constitution du 23 novembre 1876 et lors de la révolution de 1908 qui la remit en vigueur, une grande partie des élites défendait encore l'idée d'une identité ottomane dépassant les clivages religieux et ethniques. Mais au tout début du XXe siècle, le système des millets fut de plus en plus instrumentalisé par les puissances européennes, chacune se proclamant protectrice de l'un ou l'autre Millet : les Russes pour les chrétiens orthodoxes, les Français pour les catholiques, les Britanniques pour les Juifs et les Druzes. Ceci, ajouté à l'élargissement des capitulations et au fait que c'étaient les membres les plus aisés de ces communautés soumises au Haraç qui leur restaient fidèles, donna aux panislamistes l'impression que ces millets jouissaient d'une prospérité et d'une extraterritorialité juridique de moins en moins acceptable. Par ailleurs, la montée des mouvements nationalistes au sein des millets tant musulman (Jeunes-Turcs) que non-musulmans finit par détruire irrémédiablement toute confiance entre ces ensembles. Dès lors, les nationalistes turcs inscrivirent à leur programme la fin des millets, perçus comme des États dans l'État et comme des têtes de pont des puissances européennes dans l'empire.

## Un système encore en vigueur
Le système de millet a perduré dans certains États post-ottomans, qu'il s'agisse de la Yougoslavie, de Chypre, du Liban, de la Syrie, de la Jordanie, de l'Égypte ou d'Israël, et dans une certaine mesure dans des États non ottomans où existent des systèmes similaires, au Maroc (tribunaux rabbiniques de statut personnel), en Iran et au Pakistan par exemple. Concrètement, cela signifie que des statuts spécifiques sont reconnus à chaque communauté, voire que des tribunaux spécifiques à chaque confession reconnue jugent exclusivement les affaires de « statut personnel » (mariage, divorce, héritage, adoption), et dans certains cas (Liban, Jordanie, Iran, Autorité palestinienne, Pakistan) ces communautés disposent de sièges réservés au parlement. Le principe austromarxiste et soviétique d'« autonomie nationale-culturelle » présente des similarités frappantes avec celui des millets ottomans, de même que, dans une certaine mesure, certaines conceptions du multiculturalisme, aux États-Unis, au Canada et en Australie notamment.